# 1 Wzorcowy Oddział Umanski Kubańskiego Wojska Kozackiego
1 Wzorcowy Oddział Umanski Kubańskiego Wojska Kozackiego (ros. 1-й Показательный Уманский отдел Кубанского казачьего войска) – kolaboracyjny organizm administracyjny na północnym Kubaniu podczas II wojny światowej
Po zajęciu ziem kozackich na Kubaniu na pocz. września 1942 r., Niemcy postanowili utworzyć eksperymentalny organizm administracyjny złożony z rejonu leningradzkiego i 5 okolicznych, w obrębie których żyło ok. 160 tys. ludzi. Kozacy otrzymali autonomię w sprawach kulturalnych, oświatowych i religijnych. Mieli też prawo wyboru własnego atamana. Po zlikwidowaniu kołchozów powrócili do tradycyjnych form uprawy roli. Okręg zaczął funkcjonować 1 października 1942 r. Podstawowymi strukturami administracyjnymi były stanice, na czele których stali wybieralni atamani staniczni. Wyższą strukturą były rejone, którymi kierowali atamani rejonowi. Okręgiem rządził ataman wierchowny, którego wybór musiał być zatwierdzony przez niemieckie władze wojskowe. Jego głównym zadaniem było formowanie zbrojnych oddziałów samoobrony. Niemcy liczyli na 75 tys. ochotników kozackich. Faktycznie pod koniec 1942 r. udało się utworzyć trzy sotnie kozackie, zaś ok. 3 tys. Kozaków pozostawało w rezerwie (patrz: Kozacka grupa Wzorcowego Umanskiego Oddziału Kubańskiego Wojska Kozackiego). Ataman wierchowny miał 2 zastępców, do zadań których należało organizowanie oddziałów policyjnych spośród miejscowej ludności, nadzór nad budową dróg oraz sprawy finansowe, rolnicze, zdrowia, oświaty i kultury. U boku atamanów działały rady starszych, pełniące funkcje doradcze. W stanicy Umanskiej otworzono Instytut Agronomiczny. Zaczęło wychodzić pismo „Уманец”. Na terenie Okręgu działały oddziały Einsatzgruppe „D”, które prowadziły eksterminację Żydów. W rejonie leningradzkim próbowała działać sowiecka partyzantka, ale nie zdołała rozwinąć szerszej działalności. Po klęsce wojsk niemieckich podczas bitwy pod Stalingradem Niemcy rozpoczęli pospieszny odwrót z Kubania. Na pocz. stycznia 1943 r. gen. Ewald von Kleist, dowódca Grupy Armii Południe wydał rozkaz dotyczący utworzenia Kaukaskiego Sztabu Ewakuacji Uchodźców. 20 stycznia tego roku do stanicy Umanskiej przybył płk von Kolner, który na następny dzień zwołał wiec atamanów stanicznych i rejonowych, szefów policji kozackiej i agronomów rejonowych. Przedstawił on Kozakom plan ewakuacji mieszkańców Okręgu z Kubania z pomocą władz niemieckich. Ataman wierchownym został mianowany wachmistrz Trofim S. Gorb. Był on podporządkowany atamanowi Kubańskiego Wojska Kozackiego wojskowemu starszynie I. I. Sałomasze. 26 stycznia gen. E. von Kleist rozkazał atamanom I. I. Sałomasze i T. S. Gorbie przygotować ewakuację uchodźców kozackich z północnego Kubania. Uchodzili oni w kierunku Azowa. We wsi Nowo-Spasskoje w rejonie Berdiańska został 20 lutego sformowany 1 Kubański Pułk Konny, w skład którego weszli członkowie samoobrony Wzorcowego Umanskiego Oddziału Kubańskiego Wojska Kozackiego.